# Pustý zámek (přírodní památka)
Pustý zámek přírodní památka na stejnojmenném vrchu (405 metrů). Nachází se tři kilometry východně od České Kamenice v severní části okresu Česká Lípa. Na vrchu se dochovaly zříceniny hradu Fredevald.

## Historie
Chráněné území vyhlásilo Ministerstvo školství a kultury dne 4. července 1956. Okresní národní výbor Česká Lípa ji evidoval od 6. září 1963 v kategorii chráněný přírodní výtvor. Znovu bylo území vyhlášeno českolipským okresním národním výborem 12. ledna 1989 a Správou CHKO Lužické hory 1. října 2005. Spravuje je Agentura ochrany přírody a krajiny ČR – RP Liberecko.

## Přírodní poměry
Kopec Pustý zámek se nachází na katastrálním území Dolní Prysk, u silnice z České Kamenice do Kytlice a u souběžně vedené železniční trati Děčín–Rumburk. Chráněné území s rozlohou 1,99 hektaru se nachází na jižním úbočí v nadmořské výšce 350–380 metrů a je součástí chráněné krajinné oblasti Lužické hory. Geomorfologicky spadá do celku Lužické hory, podcelku Kytlická hornatina, okrsku Klíčská hornatina a podokrsku Ovčácká hornatina. Pod kopcem teče říčka Kamenice.
Předmětem ochrany je znělcový suk s patrnou geologickou stavbou a vodorovným uspořádáním sloupů dlouhých až 25 metrů.
Mimo chráněné skalnaté stěny je kopec porostlý různými druhy stromů zejména smrk ztepilý (Picea abies), borovice lesní (Pinus sylvestris), borovice vejmutovka (Pinus strobus), javor klen (Acer pseudoplatanus), lípa malolistá (Tilia cordata), jilm horský (Ulmus glabra), buk lesní (Fagus sylvatica) a dub zimní (Quercus petraea). Les má ochranný charakter. Z bylin se zde nachází např. třtina rákosovitá (Calamagrostis arundinacea), kostřava sivá (Festuca pallens), metlička křivolaká (Avenella flexuosa), jestřábník hladký (Hieracium laevigatum), vřes obecný (Calluna vulgaris).
Kolem Pustého zámku vede Naučná stezka Okolím Studence.